# ABS-CBN (televizní stanice)
ABS-CBN je filipínská televizní stanice založená 23. října 1953. Je financována z příjmů z reklamy.
Kanál začal vysílat v televizní stanici DZAQ-TV v Manile.
Stanici vlastní společnost ABS-CBN Corporation a také se nazývá Kapamilya Network. Nachází se v budově ABS-CBN Broadcasting Center v Quezon City.